# 5 (FANATIC◇CRISISのアルバム)
『5』（ファイヴ）は、FANATIC◇CRISISの通算9枚目のスタジオ・アルバム。2002年7月10日発売。発売元はSTOICSTONE。

## 解説
前作『beautiful world』より半年ぶりの新作で、夏のアルバムリリースは初。『THE.LOST.INNOCENT』以来4作振りに器楽曲が収録。

## 収録曲
全作詞・特記以外作曲:石月努
全編曲:FANATIC◇CRISIS・神林義弘
1. movable-pleasure-ground from galaxy　[1:44]
2. シンセカイ　[3:48]
3. ドラキラ (5 Mix) 　[4:03]
  - 25thシングル。
  - 本作の先行シングル。
4. Rock'n Roll is dead?　[3:19]
  - 作曲:FANATIC◇CRISIS
5. Dragon sphere
6. スプートニク -旅人たち- (5 Mix) 　[4:12]
  - 23rdシングル。
7. JAPANESQUE　[4:34]
8. LOVE MONSTER　[3:58]
  - 24thシングル。
9. Rainy day　[2:17]
10. again　[4:03]
11. ダウンコード　[4:13]
  - 22ndシングル。
12. EXIT　[3:59]
  - 作曲:FANATIC◇CRISIS
13. 黄金の月　[4:16]